# Ячмень луковичный
Ячме́нь лу́ковичный (лат. Hordeum bulbosum) — вид травянистых растений рода Ячмень (Hordeum) семейства Злаки (Poaceae).

## Ботаническое описание
Многолетнее травянистое растение высотой 50 — 100 см. Стебель голый, гладкий, при основании луковицеобразно утолщённый. Листья шириной 3 — 7 мм, плоские, линейные, слегка шероховатые, сверху иногда волосистые.
Колоски линейные, 6 — 13 см длиной и 6 — 9 мм шириной. Колосковые чешуи среднего колоска узколанцетной формы. Нижняя цветковая чешуя среднего колоска голая, эллиптически ланцетная, 8 — 11 мм длиной, с тонкой остью; цветковые чешуи боковых колосков без остей. Цветёт в мае — июне. Анемофил.
Число хромосом 2n = 28.
Описан из Италии.

## Распространение и экология
Обитает на степных склонах, каменистых осыпях и склонах.
В России обитает на Восточном Кавказе и в Южном Крыму. Вне России встречается в Средней и Малой Азии, в Иране и в Средиземноморье.
Рыхловой, верховой злак, теплолюбивый, устойчивый к недостатку влаги. Размножается семенами и вегетативно — делением куста на части в фазе кущения. Семена сохраняют до 3—4 лет. Всхожесть семян невысокая — 50—60 %. Растение ярового типа развития. Нормального развития достигает на 9-м году жизни. В природных условиях растёт на разных типах почв зоны недостаточного увлажнения.

## Значение и применение
В молодом возрасте, до колошения хорошо поедается всеми видами сельскохозяйственными животными на пастбище и в сене. Сено скашивают до цветения, скошенное после сильно грубеет и при созревании плодов острые и жесткие ости чешуй легко ранят ротовую полость животных. После укоса отрастает хорошая отава пригодная для пастбища.

## Синонимика
По информации базы данных The Plant List, в синонимику вида входят следующие названия:
- Critesion bulbosum (L.) Á.Löve
- Hordeum brevicomum C.Presl
- Hordeum bulbosum var. bourgaei Boiss.
- Hordeum bulbosum var. brevispicatum Post
- Hordeum bulbosum var. lycium Asch. & Graebn.
- Hordeum bulbosum subsp. nodosum (L.) B.R.Baum
- Hordeum kaufmannii Regel
- Hordeum lycium Boiss.
- Hordeum nodosum L.
- Hordeum nodosum Ucria
- Hordeum strictum Desf.
- Zeocriton nodosum (L.) P.Beauv.
- Zeocriton strictum (Desf.) P.Beauv.